# Ostrówek-Kolonia (województwo łódzkie)
Ostrówek-Kolonia – kolonia w Polsce położona w województwie łódzkim, w powiecie łęczyckim, w gminie Grabów.
W latach 1975–1998 miejscowość należała administracyjnie do województwa konińskiego.